# Gimnastyka na Igrzyskach Panamerykańskich 1983
Zawody w gimnastyce na Igrzyskach Panamerykańskich 1983 zostały rozegrane w dniach 16-21 sierpnia 1983 roku. Areną zmagań był Centralny Uniwersytet Wenezueli.

## Medaliści
Mężcyźni
| Konkurencja           | 1. miejsce            | Wynik  | 2. miejsce                 | Wynik  | 3. miejsce      | Wynik  |
| --------------------- | --------------------- | ------ | -------------------------- | ------ | --------------- | ------ |
| Wielobój indywidualny | Casimiro Suárez       | 116,10 | Brian Babcock              | 114,30 | Israel Sánchez  | 114,05 |
| Wielobój drużynowy    | Kuba                  | 572,05 | Stany Zjednoczone          | 567,20 | Kanada          | 548,30 |
| Ćwiczenia wolne       | Casimiro Suárez       | 19,45  | Jesús Rivera               | 19,30  | Mark Caso       | 19,17  |
| Koń z łękami          | Lazaro Amador         | 19,27  | Brian Babcock              | 19,12  | Israel Sánchez  | 19,07  |
| Kółka                 | Casimiro Suárez       | 19,32  | Israel Sánchez             | 19,27  | Mark Caso       | 19,20  |
| Skok                  | Casimiro Suárez       | 19,70  | Jorge Marin Israel Sánchez | 19,57  | N/A             | N/A    |
| Poręcz                | Roberto Léon Richards | 19,25  | Thomas Beach               | 19,15  | Casimiro Suárez | 19,12  |
| Drążek                | Casimiro Suárez       | 19,55  | Jesús Rivera               | 19,47  | Billy Paul      | 19,35  |

Kobiety
| Konkurencja           | 1. miejsce        | Wynik  | 2. miejsce      | Wynik  | 3. miejsce     | Wynik  |
| --------------------- | ----------------- | ------ | --------------- | ------ | -------------- | ------ |
| Wielobój indywidualny | Orisel Martínez   | 76,00  | Yuni Nordre     | 75,95  | Lisa Wittwer   | 75,85  |
| Wielobój drużynowy    | Stany Zjednoczone | 376,95 | Kuba            | 378,25 | Brazylia       | 357,35 |
| Skoki                 | Orisel Martínez   | 19,425 | Luisa Prieto    | 19,400 | Lisa Wittwer   | 19,375 |
| Poręcz                | Lucy Werner       | 19,400 | Lisa Wittwer    | 19,275 | Tania González | 19,050 |
| Równoważnia           | Elsa Chivas       | 19,275 | Orisel Martínez | 19,000 | Tracy Butler   | 18,875 |
| Ćwiczenia wolne       | Yuni Nordre       | 19,275 | Orisel Martínez | 19,225 | Lisa Wittwer   | 19,050 |

## Klasyfikacja medalowa
Opracowano na podstawie materiałów źródłowych.
| Miejsce | Państwo           | Złoto | Srebro | Brąz | Razem |
| ------- | ----------------- | ----- | ------ | ---- | ----- |
| 1.      | Kuba              | 11    | 8      | 4    | 23    |
| 2.      | Stany Zjednoczone | 3     | 6      | 7    | 16    |
| 3.      | Wenezuela         | 0     | 1      | 0    | 1     |
| 4.      | Brazylia          | 0     | 0      | 1    | 1     |
| 4.      | Kanada            | 0     | 0      | 1    | 1     |
| Razem   | Razem             | 14    | 14     | 14   | 42    |